# Лангобардско-гепидская война (566—567)
Лангобардско-гепидская война 566—567 годов — одна из войн между гепидами и лангобардами. Велась за контроль над Паннонией и завершилась победой лангобардов.

## Исторические источники
О лангобардско-гепидской войне 566—567 годов сообщается в нескольких раннесредневековых исторических источниках, в том числе, в трактате «Historia langobardorum Codicis Gothani», «Истории» Менандра Протектора, «Хронике» Иоанна Бикларийского, «Истории» Феофилакта Симокатты и «Истории лангобардов» Павла Диакона.

## Предыстория
К середине 560-х годов лангобарды и гепиды уже почти два десятилетия конфликтовали из-за власти над Паннонией. Предыдущая война между этими народами завершилась в первой половине 550-х годов победой лангобардов короля Аудоина в битве на поле Асфельд.
О событиях, ставших поводом к новой войне, лангобардские источники ничего не сообщают. Однако по свидетельству Феофана Симокатты, она была вызвана похищением королём лангобардов Альбоином Розамунды, дочери короля гепидов Кунимунда. Её правитель лангобардов сделал наложницей и отказывался возвращать отцу. Вероятно, эта версия событий более достоверна, чем свидетельство писавшего в конце VIII века Павла Диакона о том, что Розамунда попала в плен к лангобардам уже на заключительном этапе войны.

## Военные действия 566 года
Военные действия между лангобардами и гепидами возобновились в 566 году со вторжения лангобардов в Гепидское королевство. В то время Кунимунд с большей частью своего войска вёл войну со славянами на северной границе своего королевства и не смог сразу же выступить против Альбоина. Лангобарды же, разбив в бою немногочисленное войско гепидов, осадили столицу Кунимунда город Сирмий. Альбоин надеялся, что участие в осаде примут и его союзники франки, но те проигнорировали просьбу короля лангобардов. Гепиды же получили помощь от византийцев, приславших войско во главе с Бадуарием в обмен на обязательство Кунимунда отдать Сирмий. В результате вторжение в Гепидские королевство было отбито с большими потерями для лангобардов.
Потерпев поражение, Альбоин незамедлительно начал переговоры. Несмотря на то, что король лангобардов обещал Кунимунду выплатить дань и взять Розамунду в законные жёны, правитель гепидов отверг предложение Альбоина о мире.
Поражение под Сирмием показало, что лангобарды в одиночку не смогут одержать победу в войне. Поняв это, Альбоин стал искать новых союзников против гепидов и византийцев и нашёл их в лице аваров. Вероятно, уже зимой 566/567 годов при посредничестве короля франков Сигиберта I между королём лангобардов и каганом Баяном I был заключён союз. По свидетельству Павла Диакона, Альбоин в оплату за заключение военного союза передал аварам десятую часть всего скота, а также в случае победы обещал отдать кагану четвёртую часть всего скота лангобардов и половину захваченной добычи, а также передать аварам территорию Гепидского королевства, оставив себе только те земли, которыми владел до начала войны.
В то же время Кунимунд отказался, как было условлено ранее, отдать Сирмий византийцам. Это привело к разрыву союза между ним и императором Юстином II.

## Военные действия 567 года
В 567 году лангобарды и авары с двух сторон (первые — с запада, вторые — с востока) вторглись в Гепидское королевство. Хотя в источниках лангобардского происхождения утверждается, что Альбоин был командующим объединённым войском, в византийских источниках сообщается не только о том, что в этом походе каган аваров Баян I выступал как независимый от короля военачальник, но также о том, что именно авары сыграли главную роль в разгроме Гепидского королевства. Узнав о вторжении, Кунимунд снова обратился к Юстину II за помощью, опять обещая передать византийцам Сирмий, но император так и не дал королю ответа. Однако правитель Византии не оказал помощи и лангобардам, о чём его просил Альбоин. Вероятно, Юстин II уже тогда планировал воспользоваться ослаблением участвовавших в войне народов и расширить свои владения на земли к югу от Дуная.
Опасаясь вступать в бой с объединённым лангобардско-аварским войском, Кунимунд решил разбить своих врагов поодиночке. Первой своей целью он избрал лангобардов, выступил им навстречу и сошёлся с ними в сражении в неизвестном месте в междуречье Тибиска и Дуная. Однако в битве гепиды потерпели сокрушительное поражение, а их король пал на поле боя, убитый в схватке лично Альбоином. В битве погибла бо́льшая часть гепидского войска, и лишь немногие из подданных Кунимунда смогли спастись бегством.
В византийских же источниках победителями гепидов названы авары. По мнению Иштвана Боны, именно Баян I повелел сделать из черепа короля Кунимунда окованную золотом чашу. Впоследствии каган подарил её своему союзнику Альбоину, и та сыграла трагическую роль в судьбе короля лангобардов.
После разгрома гепидов лангобарды во главе с Альбоином возвратились в свои владения. Авары же продолжили военные действия, стремясь установить свою власть над всей территорией Гепидского королевства. В том числе, весной 568 года они безуспешно осаждали Сирмий, к тому времени уже взятый под контроль византийским военачальником Боном, действовавшим в союзе с гепидским вождём Усдибадом.

## Последствия
В результате войны 566—567 годов Гепидское королевство в Паннонии прекратило существование. Часть побеждённых гепидов присоединилась к лангобардам (среди них была и Розамунда, в конце концов ставшая супругой Альбоина), часть (среди них, в том числе, были племянник Кунимунда Рептила и арианский епископ Тразарих) бежала в Византию. Впоследствии Баян I через своего посла Таргития несколько раз требовал от Юстина II выдать укрывшихся в его владениях гепидских беглецов во главе с Усдибадом, но тот отказался это сделать. Отверг византийский император и требование кагана передать аварам Сирмий.
После победы Альбоин, как и обещал Баяну I, не стал претендовать на власть над всей Паннонией, и бо́льшая часть бывшего Гепидского королевства стала частью Аварского каганата. За территории же в окрестностях Сирмия византийцы и авары воевали до 582 года.
Предполагается, что почти сразу же после победы над гепидами каган Баян I стал выказывать притязания на верховную власть и над своими союзниками лангобардами. Вероятно из-за опасения стать новыми противниками аваров, Альбоин и его подданные должны были уже в 568 году покинуть Паннонию и начать переселение на Апеннинский полуостров, находившийся под властью византийских императоров. В результате в короткий срок лангобарды завоевали бо́льшую часть итальянских владений Византии, основав здесь своё новое королевство.